# Roman Sjaronov
Roman Sergejevitj Sjaronov (ryska: Роман Сергеевич Шаронов), född 8 februari 1976 i Moskva, är en rysk före detta fotbollsspelare (mittback). Han var uttagen i Rysslands trupp vid fotbolls-EM 2004 och 2012.
Han har under karriären spelat för Shinnik Jaroslavl, Metallurg Krasnojarsk, Terek Groznyj och Rubin Kazan.